# Tiumbieki
Tiumbieki (ros. Тюмбеки) – wieś (dieriewnia) w Rosji, w Czuwaszji, w rejonie wurnarskim. W 2010 liczyła 92 mieszkańców.